# ラコニア (ニューハンプシャー州)
ラコニア（英: Laconia）は、アメリカ合衆国ニューハンプシャー州の都市。ベルナップ郡の郡庁所在地である。人口は1万6871人（2020年）。ウィニペソーキー湖とウィニスカム湖の間にあり、町内にレイクポートとウェアズビーチのビレッジが含まれている。
毎年6月、父の日の前週土曜日から父の日までの9日間、国内最大級のラリーであるラコニア・モーターサイクル週間、簡潔に「バイクウィーク」が開催される。また毎冬、ラコニア世界選手権犬橇ダービーも開催されている。市内にはニューハンプシャー州コミュニティ工科カレッジの分校がある。

## 歴史

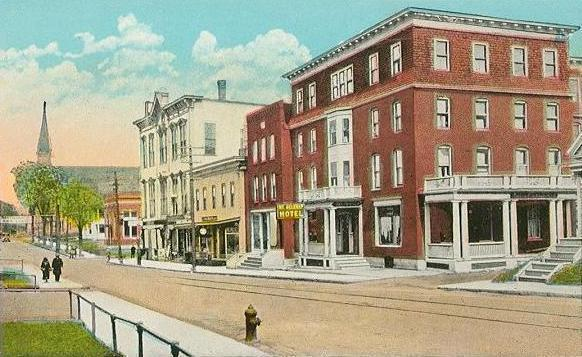
ウェブスター広場、1915年頃

かつてアクアドクトン・ビレッジと呼ばれるアベナキ族インディアンの大きな村が、ザ・ウェアズと呼ばれる場所に存在した。そこはウィニペソーキー川の出口で漁の簗を発見した開拓者がその名前を付けた。初期の探検家はインディアンの伝承にうたわれている五大湖やカナダのセントローレンス川を探して、ピスカタカ川を辿って北のシャンプレーン湖に行きつくことを期待していた。1652年頃、エンディコットの測量隊が地域を訪れており、そのことが土地の目印であるエンディコット・ロックの名に残されている。1746年にはラコニアに砦が築かれることになった。しかしイギリスとフランス、さらにそれぞれが同盟するインディアン部族間の敵対関係が続いたために開拓が妨げられていた。1761年から入植が始まり、その後長い間、「メレディスブリッジ」と呼ばれ、メレディスとギルフォードの一部に留まっていた。
1765年から、製材所と製粉所がミル通りに設立され、その後間もなくパレード通りに宿屋ができた。1822年頃、裁判所が建てられ、1840年にベルナップ郡が創設されたときに郡庁所在地になった。1832年、ベルナップ・ミルが建設されて繊維を製造し始めた。その建物は今日までほとんど変わっておらず、アメリカ合衆国国家歴史登録財に指定される博物館になっており、国内でも最古の変更が無いレンガ造り繊維工場となっている。土地の工場は木材、繊維、靴、靴下、織機、針を製造した。しかし市内最大の雇用主はラコニア・カー会社であり、鉄道、路面電車、地下鉄の車両製造者だった。1848年に創業し、1930年代まで続いていた。鉄道は1849年に町を通り、貨物を運び、また人気のあるウェアズビーチに夏の観光客を次第に多く運んでくるようになった。
1855年、ラコニアはメレディスブリッジ、レイクポート、ウェアズの土地、およびジルマントンの一部から町として法人化された。町名はジョン・メイソン大尉と植民地時代に土地の区画を売ったマソニア領主によって形成された昔のラコニア社から得られた。1860年位大火があり、メインストリートのミル通りからウォーター通りまで大半を破壊した。さらに1903年にはレイクポート大火が起こり、その火勢があまりに強かったので、遠くドーバー市からまで消防団を列車で呼び寄せることになった。ラコニアは1893年に市として法人化された。

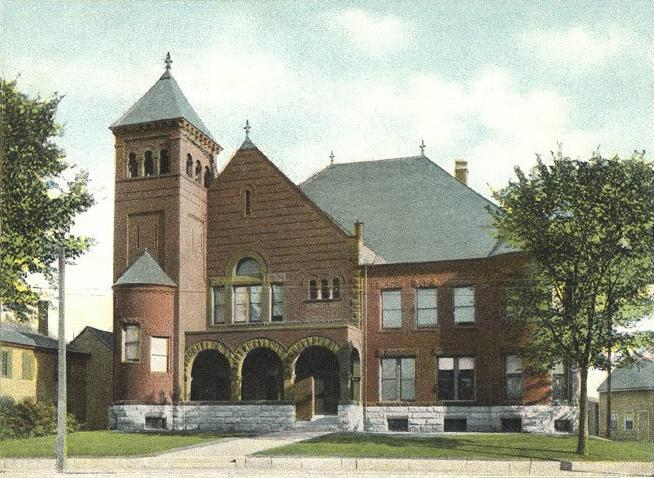
郡庁舎、1906年
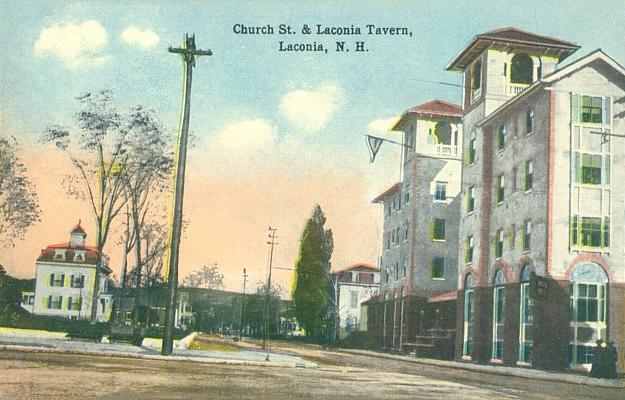
チャーチ通り、1912年頃
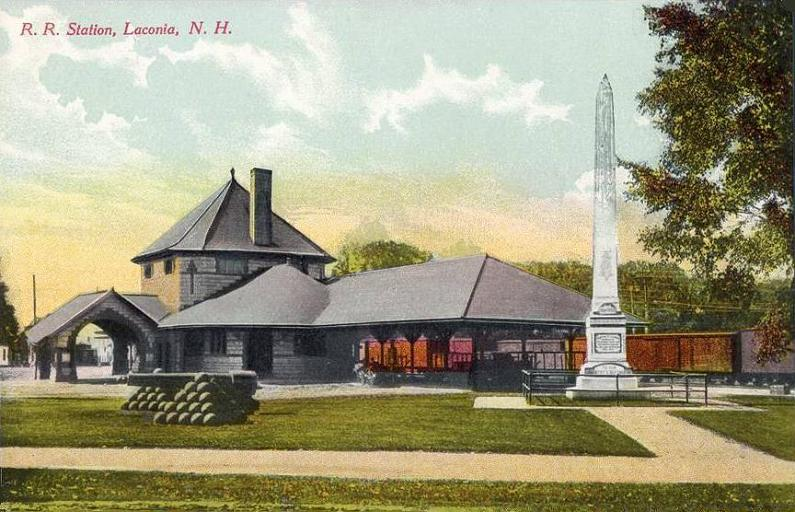
鉄道駅、1910年頃
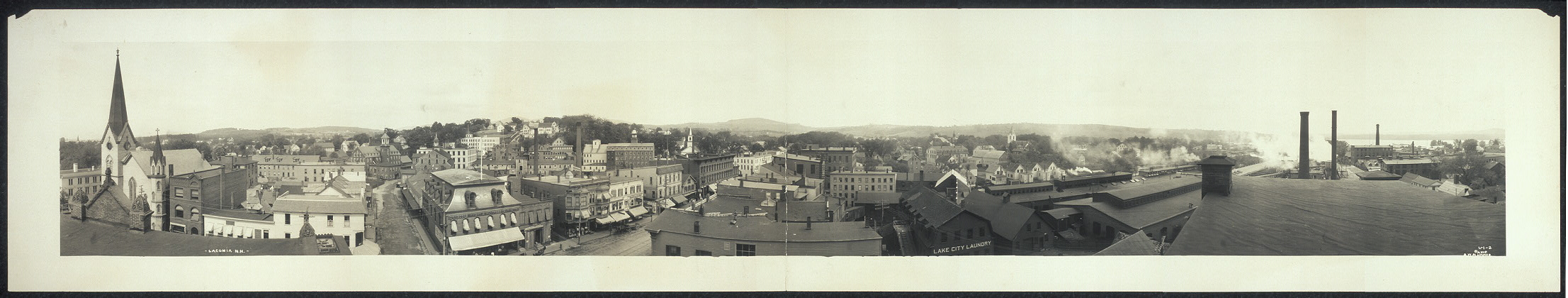
中央事業地区のパノラマ、1910年頃
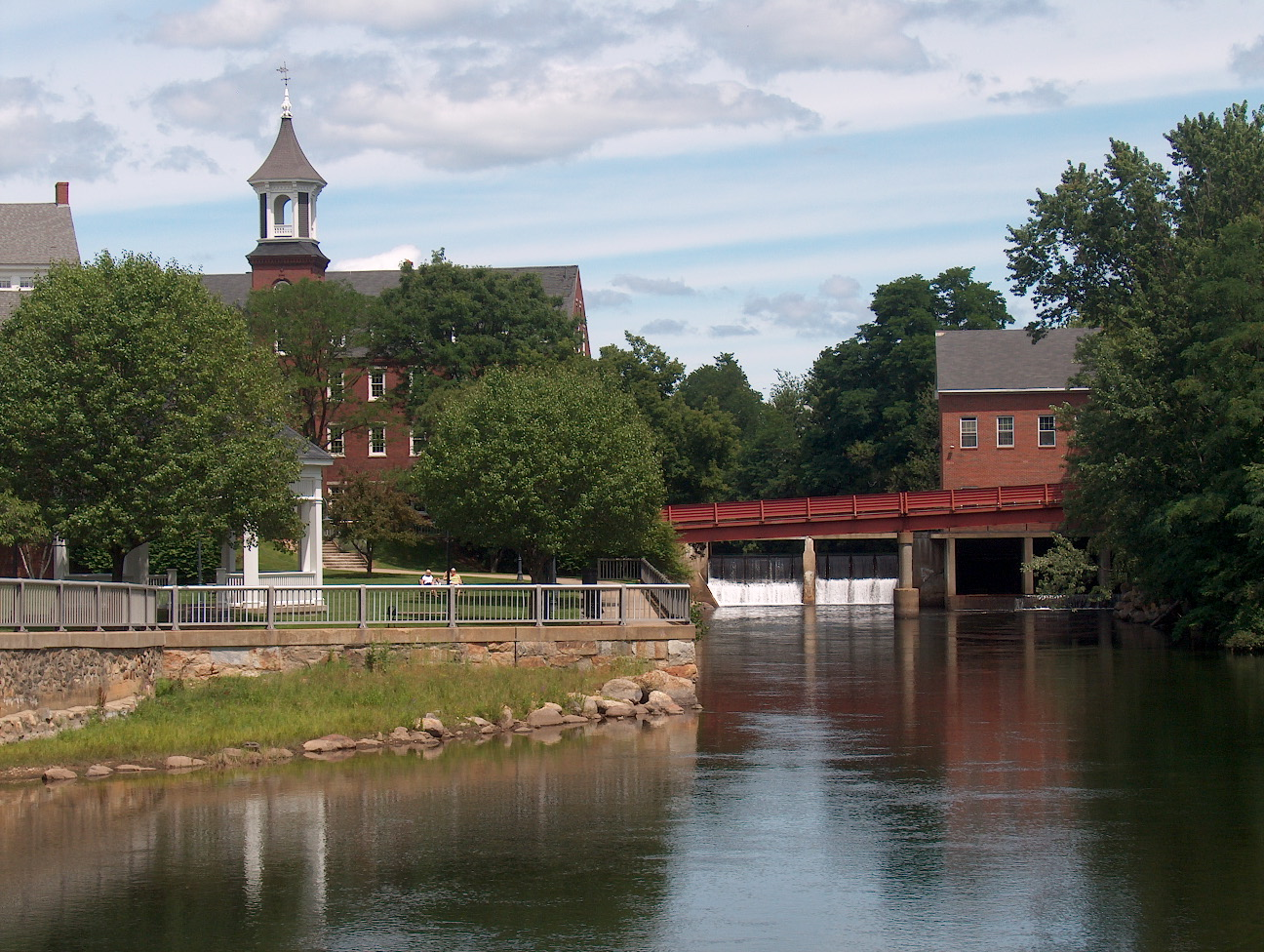
ラコニア中心街のベルナップ・ミルズ、2008年

## 地理
ラコニア市は北緯43度33分3秒 西経71度28分5秒 / 北緯43.55083度 西経71.46806度 (43.550769, -71.467935)に位置している。その中心街はウィニペソーキー川沿い、北のオペチーベイ（湖）と南西のウィニスカム湖の間に位置している。市内にあるその他のビレッジは、オペチーベイの北端にあるレイクポートと、ポーガスベイとウィニペソーキー湖を繋ぐ水路周辺のウェアズビーチである。
アメリカ国道3号線が市の一部を通り、中心街をバイパスするが、ウェアズビーチを抜けている。ニューハンプシャー州道11号線は国道3号線と合流して中心街を迂回している。この2本の道路は南西のティルトン町とフランクリン市に通じている。州道11号線代替路は昔の11号線と国道3号線を使って中心街に入りコート通りとユニオン・アベニューとなり、東に転じてギルフォード・アベニューと呼ばれ、ギルフォード町とウェストアルトン町に通じている。州道106号線は中心街を南北に走り、南は州都コンコード市へ、北はメレディスに通じている。州道107号線は中心街から南東のジルマントンとピッツフィールドに通じている。107号線は中心街で北に転じて、ユニオン・アベニュー（元国道3号線）を辿り、ラコニア・バイパスの北端近くで国道3号線に合流する。国道3号線はパンガスベイの東岸に沿って北に移動し、ウェアズビーチを通り、メレディスに至る。州道11号線はラコニア・バイパスから東にグレンデールを通り、アルトンに入る。州道11号線産業道路はウェアズビーチからギルフォードに向かう。
ラコニア市民空港は市境界の直ぐ東、ギルフォードの中にある。
アメリカ合衆国国勢調査局に拠れば、市域全面積は26.6平方マイル (68.8 km2)であり、このうち陸地20.0平方マイル (51.9 km2)、水域は6.5平方マイル (16.9 km2)で水域率は24.54%である。市内をウィニペソーキー川が流れている。南西はウィニスカム湖に、北東はウィニペソーキー湖に接している。市内全域がメリマック川流域に入っている。市内最高地点は標高960フィート (290 m) の市内北部、ウェアズビーチ南西にある無名の丘である。

## 人口動態

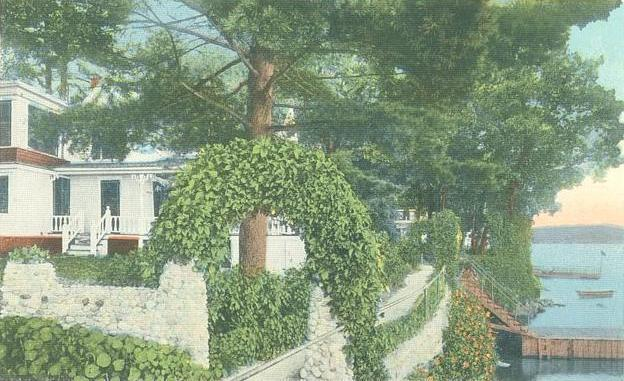
ショアパス、1915年頃

以下は2000年国勢調査による人口統計データである。
| 基礎データ - 人口: 16,411 人 - 世帯数: 6,724 世帯 - 家族数: 4,168 家族 - 人口密度: 312.4人/km2（809.3 人/mi2） - 住居数: 8,554 軒 - 住居密度: 162.9軒/km2（421.8 軒/mi2） 人種別人口構成 - 白人: 96.79% - アフリカン・アメリカン: 0.55% - ネイティブ・アメリカン: 0.41% - アジア人: 0.73% - 太平洋諸島系: 0.02% - その他の人種: 0.27% - 混血: 1.22% - ヒスパニック・ラテン系: 0.99% 年齢別人口構成 - 18歳未満: 22.3% - 18-24歳: 8.8% - 25-44歳: 28.1% - 45-64歳: 23.5% - 65歳以上: 17.2% - 年齢の中央値: 39歳 - 性比（女性100人あたり男性の人口） - 総人口: 94.4 - 18歳以上: 92.2 | 世帯と家族（対世帯数） - 18歳未満の子供がいる: 28.0% - 結婚・同居している夫婦: 46.4% - 未婚・離婚・死別女性が世帯主: 11.2% - 非家族世帯: 38.0% - 単身世帯: 30.3% - 65歳以上の老人1人暮らし: 12.3% - 平均構成人数 - 世帯: 2.32人 - 家族: 2.87人 収入と家計 - 収入の中央値 - 世帯: 37,796米ドル - 家族: 45,307米ドル - 性別 - 男性: 31,714米ドル - 女性: 22,818米ドル - 人口1人あたり収入: 19,540米ドル - 貧困線以下 - 対人口: 8.9% - 対家族数: 7.5% - 18歳未満: 10.9% - 65歳以上: 5.3% |

## 市政府
ラコニア市は市長・市政委員会と市マネジャーの政府を採用している。市長は市全体を選挙区に選ばれ、市マネジャーは市政委員会が雇用している。市政委員会は6つの小選挙区から選ばれる6人の委員で構成されている。

## 教育

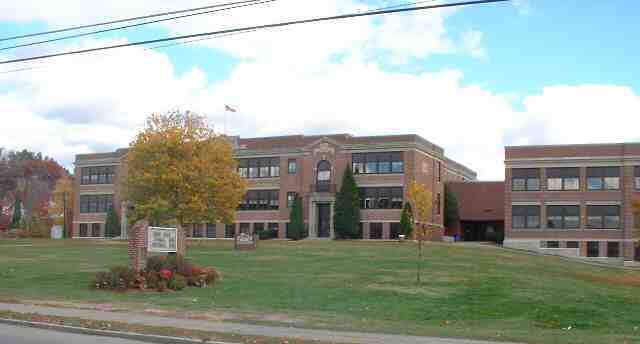
ラコニア高校、ユニオン・アベニューから見る

ラコニアの公共教育体系はラコニア教育学区学校管理第30ユニットが運営している。
公立学校
ラコニア教育学区には高校1校、中学校1校、小学校3校がある。
- ラコニア高校
- ラコニア中学校（元記念中学校）
- エルム通り小学校
- プレザント通り小学校
- ウッドランドハイツ小学校

私立学校
ラコニア市内には私立学校が2校ある。
- ラコニア・クリスチャン学校、幼稚園から12年生まで
- ホリー・トリニティ・カトリック学校、幼稚園から8年生まで

高等教育機関
- レイクスリージョン・コミュニティカレッジ、学生数約1,000人

特殊学校
- ミュージック・クリニック[7]

## 文化

### スポーツ
ラコニアは、ニューイングランド大学間野球リーグに属するラコニア・マスクラッツが本拠にしている。このフランチャイズは2010年のシーズンから、市内のロビー・ミルズ・フィールドを球場にして始まった。2014年から2015年のシーズンより、ノーザンステイツ・ジュニア・ホッケーリーグのニューハンプシャー・ファイティングスピリットが本拠地にする予定である。

## 見どころ
- ベルナップ・ミル・ソサイエティ博物館
- ゲイル記念図書館
- ファンスポット・ファミリーファン・センター、インターナショナル・クラシック・ビデオ&ピンボール・トーナメントの会場
- ウィニペソーキー歴史協会博物館
- ロビー・ミルズ・フィールド、ニューイングランド大学間野球リーグに属するラコニア・マスクラッツの本拠地
- ウィニペソーキー・プレイハウス、ラコニアでは唯一のプロの劇場
- ウェアズビーチ、ウィニペソーキー湖の浜

## 著名な出身者
- クロード・レインズ、俳優、1967年にラコニアで死亡